# Fragmenta Tischendorfiana
Fragmenta Tischendorfiana ist die Bezeichnung für einige Pergamentblätter aus verschiedenen Handschriften des Alten Testaments in Griechisch (Septuaginta) aus dem 4. bis 8. Jahrhundert.
Sie wurden in Handschriften gefunden, die in späterer Zeit mit anderen Texten überschrieben worden waren (Palimpseste, Rescripta).
Die Fragmenta wurden von Konstantin von Tischendorf entdeckt und in den Monumenta sacra inedita. Nova collectio 1, 2, 4, 1853, 1855, 1869 gedruckt.
Die Blätter befinden sich heute in der British Library in London, Signatur Ms. Add. 14665, ZI bis ZVI und in der Vatikanischen Apostolischen Bibliothek in Rom, Cod. Vat. syr. 162.

## Fragmente
- Fragment Vat. syr. 162 (Codex Zugninensis), 4. Jahrhundert, 128 Blätter

überschrieben in syrischer Sprache 507 mit der Chronik von Josua Stylites
- Fragment ZI, 4. Jahrhundert, 3 Blätter

2. Kön. 22. 38–42, 46–39; 23. 2–5, 8–10; 3. Kön. 13. 4–6, 8–11, 13–17, 20–23, 16. 31–33, 17. 1–5, 9–12, 14–17,

in einer Handschrift, die zuerst in ägyptisch-griechischer Sprache im 7. Jahrhundert, dann in armenischer Sprache beschrieben wurde
- Fragment ZII, 4. Jahrhundert

Jesaja 3. 8–14, 5. 2–14, 19. 11–23, 44. 26–45. 5

danach zuerst in ägyptisch-griechischer, dann in armenischer Sprache überschrieben (wie ZI)
- Fragment ZIII, 4. Jahrhundert

Psalm 141 (142). 7–8, 142 (143). 1–3, 144 (145), 7–13
- Fragment ZIV, 5. Jahrhundert, 1 Blatt

3. Könige 8. 58–9.1

danach zuerst in syrischer, dann in koptischer Sprache überschrieben
- Fragment ZV?, 5. Jahrhundert

Ezechiel 4. 16–5. 4

danach zuerst in syrischer, dann in koptischer Sprache überschrieben (wie ZIV)